# 戰爭列表 (公元1000年以前)
本列表收錄了記載至公元1000年以前的戰爭事件。其他戰爭可在戰爭列表與因外交違規而延長戰事的戰爭列表上看到。

## 史前戰爭
| 史前戰爭發生地點                                                  | 大致發生時間   | 大致結束時間   | 參與者         |
| ----------------------------------------------------------------- | -------------- | -------------- | -------------- |
| 傑貝爾薩哈巴                                                      | 公元前16650年  | 公元前11450年  | 卡丹文化       |
| 納塔魯克                                                          | 公元前8550年   | 公元前7550年   | 不明           |
| 阿納姆地                                                          | 約公元前8000年 | 約公元前8000年 | 澳洲本土原住民 |
| 伊比利半島地中海盆地（各種繪畫） - 莫雷利亞 - 雷斯道吉 - 苦水坑谷 | 公元前8000年   | 公元前3500年   | 不明           |
| 施莱茨-阿斯帕恩                                                   | 約公元前5500年 | 約公元前5500年 | 線性陶器文化   |
| 舍内克-基里安施塔特恩                                             | 公元前5207年   | 公元前4849年   | 線性陶器文化   |
| 塔爾海姆                                                          | 公元前5000年   | 公元前5000年   | 線性陶器文化   |
| 施萊茨                                                            | 公元前5000年   | 公元前5000年   | 線性陶器文化   |
| 阿爾卑斯山脈奧茲塔爾山                                            | 公元前3359年   | 公元前3105年   | 不明           |

## 公元前3250-1000年
| 開始年分                          | 結束年分                          | 衝突名稱                                                               | 交戰方                                                                                   | 交戰方 |
| 開始年分                          | 結束年分                          | 衝突名稱                                                               | 勝利方（如果適用的話）                                                                   | 敗北方（如果適用的話） |
| --------------------------------- | --------------------------------- | ---------------------------------------------------------------------- | ---------------------------------------------------------------------------------------- | --- |
| 約公元前3250年                    | 約公元前3250年                    | 蠍子王一世對「金牛王」的行動 存在爭議                                  | 上埃及的蠍子王一世                                                                       | 金牛王的軍隊 |
| 約公元前3150年                    | 約公元前3150年                    | 那爾邁對沃什的行動 存在爭議                                            | 上埃及的那爾邁                                                                           | 沃什的軍隊 |
| 約公元前3100年                    | 約公元前3100年                    | 上下埃及的統一                                                         | 上埃及的那爾邁                                                                           | 下埃及 |
| 約公元前3100年                    | 約公元前3100年                    | 荷爾-阿哈發動的努比亞戰役                                              | 埃及                                                                                     | 努比亞 |
| 約公元前3400–3100年（烏魯克時期） | 約公元前3400–3100年（烏魯克時期） | 恩默卡圍攻阿拉塔 存在爭議                                              | 烏魯克（蘇美爾）                                                                         | 阿拉塔 |
| 約公元前2900年                    | 約公元前2900年                    | 荷魯斯鳥-斯內弗卡拉內戰 存在爭議                                       |                                                                                          | |
| 約公元前2900–2700年（EDI）        | 約公元前2900–2700年（EDI）        | 基什-埃蘭戰爭                                                          | 基什                                                                                     | 埃蘭 |
| 約公元前2900–2700年（EDI）        | 約公元前2900–2700年（EDI）        | 阿迦圍攻烏魯克 存在爭議                                                | 基什                                                                                     | 烏魯克 |
| 約公元前2600年                    | 約公元前2600年                    | 斯尼夫鲁的行動                                                         | 埃及                                                                                     | 努比亞 利比亞 黎凡特 |
| 約公元前2500年                    | 約公元前2350年                    | 恩沙庫沙那的行動                                                       | 烏魯克                                                                                   | 哈馬茲 阿卡德 基什 尼普爾 |
| 約公元前2500年                    | 約公元前2400年                    | 恩納圖姆的行動                                                         | 拉格什                                                                                   | 烏爾 烏魯克 拉爾薩 尼普爾 阿克沙克 烏瑪等其他城市                                                                            |
| 約公元前2400年                    | 約公元前2300年                    | 盧加爾-安尼-蒙杜對烏爾的行動                                           | 阿達卜                                                                                   | 烏爾 |
| 約公元前2450年                    | 約公元前2450年                    | 第一次烏瑪獨立戰爭                                                     | 拉格什                                                                                   | 烏瑪 |
| 約公元前2400年                    | 約公元前2400年                    | 第二次烏瑪獨立戰爭                                                     | 拉格什 烏魯克                                                                            | 烏瑪 |
| 約公元前2350年                    | 約公元前2350年                    | 盧加爾扎克西的行動                                                     | 烏瑪                                                                                     | 基什 拉格什 烏爾 尼普爾 拉爾薩 烏魯克                                                                                        |
| 約公元前2334年                    | 約公元前2279年                    | 阿卡德帝國的形成                                                       | 阿卡德 基什（被征服之後）                                                                | 基什（被征服之前） 拉格什 烏魯克 烏瑪 烏爾 卡扎盧                                                                            |
| 約公元前2270年                    | 約公元前2270年                    | 薩爾貢大帝在阿卡德帝國東北部的戰役                                     | 阿卡德帝國                                                                               | 馬里 葉木提 埃勃拉 |
| 約公元前2270年                    | 約公元前2270年                    | 入侵埃蘭                                                               | 阿卡德帝國                                                                               | 埃蘭 蘇薩 馬哈西 |
| 約公元前2230年                    | 約公元前2230年                    | 納拉姆辛對盧盧比的行動                                                 | 阿卡德帝國                                                                               | 盧盧比 |
| 約公元前2220年                    | 約公元前2150年                    | 古提人對阿卡德帝國的突擊與征服                                         | 古提                                                                                     | 阿卡德帝國 |
| 約公元前2119年                    | 約公元前2119年                    | 古提王朝的滅亡                                                         | 烏魯克                                                                                   | 古提王朝 |
| 約公元前2112年                    | 約公元前2112年                    | 烏爾那木征服拉格什                                                     | 烏爾第三王朝                                                                             | 拉格什 |
| 約公元前2004年                    | 約公元前2004年                    | 烏爾第三王朝的滅亡                                                     | 埃蘭 蘇薩                                                                                | 烏爾第三王朝 |
| 約公元前2000年                    | 約公元前2000年                    | 佩森贝特戰爭                                                           | 塞格塞尼？                                                                               | 未知 |
| 約公元前1822或1758年              | 約公元前1763或1699年              | 里姆辛一世的行動                                                       | 拉爾薩                                                                                   | 烏魯克 伊辛 德爾 巴比倫 蘇圖姆 瑞必昆                                                                                        |
| 約公元前1801年                    | 約公元前1770年                    | 埃蘭對美索不達米亞的入侵                                               | 埃蘭                                                                                     | 埃什南納 其他城邦國 |
| 約公元前1770年                    | 約公元前1760年                    | 漢摩拉比的征服                                                         | 巴比倫 拉爾薩（約公元前1763年之前） 亞姆哈德 馬里（約公元前1763年之前） 等其他小城邦國家 | 埃蘭 拉爾薩（約公元前1763年之後） 馬里（約公元前1763年之後） 亞述 等其他小城邦國家                                           |
| 約公元前1770年                    | 約公元前1763年                    | 埃蘭對巴比倫的進攻 漢摩拉比的征服的一部分                              | 巴比倫 拉爾薩                                                                            | 埃蘭 |
| 約公元前1763年                    | 約公元前1763年                    | 漢摩拉比征服拉爾薩 漢摩拉比的征服的一部分                              | 巴比倫 亞姆哈德 馬里                                                                     | 拉爾薩 |
| 公元前1762年                      | 公元前1760年                      | 巴比倫-埃什南納-馬里戰爭                                               |                                                                                          | |
| 約公元前1760年                    | 約公元前1760年                    | 漢摩拉比在北方的征戰 漢摩拉比的征服的一部分                            | 巴比倫                                                                                   | 馬里 等小城邦國家 |
| 約公元前1760年                    | 約公元前1760年                    | 漢摩拉比對亞述的戰爭 漢摩拉比的征服的一部分                            | 巴比倫 等小城邦國家                                                                      | 亞述 等小城邦國家 |
| 約公元前1740年                    | 約公元前1595年                    | 巴比倫帝國的衰弱與滅亡                                                 | 西臺帝國 加喜特人 普朱爾辛的軍隊 亞述 海地王朝                                           | 巴比倫 亞摩利人 |
| 約公元前1740年                    | 約公元前1570年                    | 加喜特人入侵巴比倫 巴比倫帝國的衰弱與滅亡的一部分                      | 加喜特人                                                                                 | 巴比倫 巴比倫帝國的殘餘勢力（約公元前1595年之後）                                                                            |
| 約公元前1732年                    | 約公元前1732年                    | 普朱爾辛的起義 巴比倫帝國的衰弱與滅亡的一部分                          | 普朱爾辛的軍隊 亞述                                                                      | 亞摩利人 巴比倫 |
| 約公元前1732年                    | 約公元前1726或1720年              | 亞述內戰 巴比倫帝國的衰弱與滅亡的一部分                                | 阿達西的軍隊                                                                             | 普朱爾辛的軍隊 亞述阿帕拉伊迪的軍隊 納西爾-辛的軍隊 辛-奈米爾的軍隊 伊布基-伊什塔爾的軍隊 阿達德薩路路的軍隊 亞摩利人 巴比倫 |
| 約公元前1732年                    | 約公元前1732年                    | 海地王朝的建立 巴比倫帝國的衰弱與滅亡的一部分                          | 伊魯馬·伊魯姆的軍隊                                                                      | 巴比倫 |
| 約公元前1700年                    | 約公元前1700年                    | 巴比倫進攻海地王朝 巴比倫帝國的衰弱與滅亡的一部分                      | 海地王朝                                                                                 | 巴比倫 |
| 約公元前1675年                    | 約公元前1675年                    | 鳴條之戰                                                               | 商叛軍                                                                                   | 夏朝 |
| 約公元前1595年                    | 約公元前1595年                    | 巴比倫的洗劫 巴比倫帝國的衰弱與滅亡的一部分 穆爾西里一世的行動的一部分 | 西臺帝國                                                                                 | 巴比倫 |
| 約公元前1650年                    | 約公元前1620年                    | 穆爾西里一世的行動                                                     | 西臺帝國                                                                                 | 阿拉拉赫 阿爾薩瓦 胡里安人 其他較小的敘利亞城邦                                                                              |
| 約公元前1650年                    | 約公元前1580年                    | 西克索人的入侵                                                         | 喜克索斯人                                                                               | 古埃及 |
| 約公元前1600年                    | 約公元前1595年                    | 穆爾西里一世的行動                                                     | 西臺帝國                                                                                 | 亞姆哈德 巴比倫 其他較小的敘利亞城邦                                                                                         |
| 約公元前1523年                    | 約公元前1517年                    | 對西克索人的征服                                                       | 埃及                                                                                     | 喜克索斯人 |
| 約公元前1506人                    | 約公元前1502人                    | 圖特摩斯一世的行動                                                     | 埃及帝國                                                                                 | 努比亞 |
| 約公元前1493年                    | 約公元前1479年之前                | 圖特摩斯二世的行動                                                     | 埃及帝國                                                                                 | 努比亞 沙蘇人 |
| 約公元前1457年                    | 約公元前1428年                    | 圖特摩斯三世的行動                                                     | 埃及帝國                                                                                 | |
| 約公元前1457年                    | 約公元前1456年                    | 第一次敘利亞戰役 圖特摩斯三世的行動的一部分                            | 埃及帝國                                                                                 | 迦南 卡迭石 米吉多 米坦尼 |
| 約公元前1456年                    | 約公元前1455年                    | 第二次敘利亞戰役 圖特摩斯三世的行動的一部分                            | 埃及帝國                                                                                 | 迦南 雷傑努 |
| 約公元前1455年                    | 約公元前1454年                    | 第三次敘利亞戰役 圖特摩斯三世的行動的一部分                            | 埃及帝國                                                                                 | 迦南 雷傑努 |
| 約公元前1454年                    | 約公元前1453年                    | 第四次敘利亞戰役 圖特摩斯三世的行動的一部分                            | 埃及帝國                                                                                 | 迦南 雷傑努 |
| 約公元前1450年                    | 約公元前1449年                    | 第五次敘利亞戰役 圖特摩斯三世的行動的一部分                            | 埃及帝國                                                                                 | 迦南 雷傑努 卡迭石 杜尼普 腓尼基                                                                                             |
| 約公元前1449年                    | 約公元前1448年                    | 第六次敘利亞戰役 圖特摩斯三世的行動的一部分                            | 埃及帝國                                                                                 | 比布魯斯 雷傑努 卡迭石 |
| 約公元前1448年                    | 約公元前1447年                    | 第七次敘利亞戰役 圖特摩斯三世的行動的一部分                            | 埃及帝國                                                                                 | 雷傑努 腓尼基 |
| 約公元前1447年                    | 約公元前1446年                    | 進攻米坦尼（第八次敘利亞戰役） 圖特摩斯三世的行動的一部分              | 埃及帝國                                                                                 | 米坦尼 |
| 約公元前1445年                    | 約公元前1444年                    | 第九次敘利亞戰役 圖特摩斯三世的行動的一部分                            | 埃及帝國                                                                                 | 努哈舍 |
| 約公元前1444年                    | 約公元前1443年                    | 第十次敘利亞戰役 圖特摩斯三世的行動的一部分                            | 埃及帝國                                                                                 | 米坦尼 |
| 約公元前1443年                    | 約公元前1442年                    | 第十一次敘利亞戰役 圖特摩斯三世的行動的一部分                          | 埃及帝國                                                                                 | 不明 |
| 約公元前1442年                    | 約公元前1441年                    | 第十二次敘利亞戰役 圖特摩斯三世的行動的一部分                          | 埃及帝國                                                                                 | 不明 |
| 約公元前1441年                    | 約公元前1440年                    | 第十三次敘利亞戰役 圖特摩斯三世的行動的一部分                          | 埃及帝國                                                                                 | 努哈舍 |
| 約公元前1440年                    | 約公元前1439年                    | 第十四次敘利亞戰役 圖特摩斯三世的行動的一部分                          | 埃及帝國                                                                                 | 沙蘇人 |
| 約公元前1439年                    | 約公元前1438年                    | 第十五次敘利亞戰役 圖特摩斯三世的行動的一部分                          | 埃及帝國                                                                                 | 不明 |
| 約公元前1438年                    | 約公元前1437年                    | 第十六次敘利亞戰役 圖特摩斯三世的行動的一部分                          | 埃及帝國                                                                                 | 不明 |
| 約公元前1437年                    | 約公元前1436年                    | 第十七次敘利亞戰役 圖特摩斯三世的行動的一部分                          | 埃及帝國                                                                                 | 米坦尼 杜尼普 卡迭石 |
| 約公元前1429年                    | 約公元前1428年                    | 努比亞戰役 圖特摩斯三世的行動的一部分                                  | 埃及帝國                                                                                 | 努比亞 |
| 約公元前1430年                    | 約公元前1200年                    | 卡斯基安人入侵西臺帝國                                                 | 西臺帝國                                                                                 | 卡斯基安人 阿茲-哈亞薩 穆什基                                                                                                |
| 約公元前1400年                    | 約公元前1400年                    | 十王會戰                                                               | 特里蘇-婆羅多人                                                                          | 阿利纳人 阿努人 布里古人 巴拉納斯人 達薩人 德鲁希斯人 摩差 波斯人 普魯人 帕尼斯人                                            |
| 約公元前1315年                    | 約公元前1315年                    | 阿爾薩瓦起義                                                           | 阿爾薩瓦 阿希亚瓦                                                                        | 西臺帝國 |
| 約公元前1279年                    | 約公元前1213年                    | 拉美西斯二世的戰爭                                                     | 埃及帝國                                                                                 | |
| 約公元前1278年                    | 約公元前1278年                    | 與施爾登海盜的衝突 拉美西斯二世的戰爭的一部分                          | 埃及帝國                                                                                 | 施爾登人 盧卡人 谢赫勒什人                                                                                                   |
| 約公元前1276年                    | 約公元前1275年                    | 第一次敘利亞戰役 拉美西斯二世的戰爭的一部分                            | 埃及帝國                                                                                 | 迦南 阿穆魯王國 |
| 約公元前1274年                    | 約公元前1274年                    | 第二次敘利亞戰役 拉美西斯二世的戰爭的一部分                            | 西臺帝國                                                                                 | 埃及帝國 |
| 約公元前1270年                    | 約公元前1270年                    | 第三次敘利亞戰役 拉美西斯二世的戰爭的一部分                            | 埃及帝國                                                                                 | 西臺帝國 |
| 約公元前1270年                    | 約公元前1269年                    | 後續的敘利亞戰役 拉美西斯二世的戰爭的一部分                            | 埃及帝國                                                                                 | 西臺帝國 |
| 約公元前1260年                    | 約公元前1260年                    | 努比亞戰役 拉美西斯二世的戰爭的一部分                                  | 埃及帝國                                                                                 | 努比亞 |
| 約公元前1260年                    | 約公元前1255年                    | 皮亞瑪-拉杜起义                                                        | 皮亞瑪-拉杜 阿希亚瓦                                                                     | 西臺帝國 |
| 約公元前1250年                    | 約公元前1250年                    | 利比亞戰役 拉美西斯二世的戰爭的一部分                                  | 埃及帝國                                                                                 | 利比亞 |
| 約公元前1237年                    | 約公元前1237年                    | 尼赫里亞戰役                                                           | 亞述                                                                                     | 西臺帝國 |
| 約公元前1235年                    | 約公元前1235年                    | 巴比倫-亞述戰爭                                                        | 亞述                                                                                     | 巴比倫尼亞 |
| 約公元前1206年                    | 約公元前1150年                    | 青銅時期晩期崩潰                                                       | 海上民族                                                                                 | 西臺帝國 埃及帝國 邁錫尼文明                                                                                                 |
| 約公元前1194年                    | 約公元前1184年                    | 特洛伊戰爭                                                             | 亞該亞人（主要為邁錫尼人與斯巴達人）                                                     | 特洛伊 |
| 約公元前1190年                    | 約公元前1190年                    | 烏加里特的毀滅 青銅時期晩期崩潰的一部分                                | 未知（可能是海上民族）                                                                   | 烏加里特 |
| 約公元前1175年                    | 約公元前1175年                    | 三角洲之戰 青銅時期晩期崩潰的一部分                                    | 埃及帝國                                                                                 | 海上民族 |
| 約公元前1118年                    | 約公元前1118年                    | 迪亞烏希-亞述戰爭                                                      | 亞述                                                                                     | 迪亞烏希 |
| 約公元前1110年                    | 約公元前1110年                    | 巴比倫對埃蘭的戰爭                                                     | 巴比倫尼亞                                                                               | 埃蘭 |
| 約公元前1050年                    | 約公元前1050年                    | 俱盧之戰                                                               | 般度族的堅戰軍隊                                                                         | 俱盧族的難敵軍隊 |
| 約公元前1046年                    | 約公元前1046年                    | 牧野之戰                                                               | 周叛軍                                                                                   | 商朝 |
| 約公元前1042年之後                | 約公元前1039年                    | 三監之亂                                                               | 周成王                                                                                   | 蔡叔度 |

## 公元前999-1年
| 開始年分                                    | 結束年分                                    | 衝突名稱                                             | 交戰方                                                                                            | 交戰方                                                                        |
| 開始年分                                    | 結束年分                                    | 衝突名稱                                             | 勝利方 （如果適用的話）                                                                           | 敗北方 （如果適用的話）                                                       |
| ------------------------------------------- | ------------------------------------------- | ---------------------------------------------------- | ------------------------------------------------------------------------------------------------- | ----------------------------------------------------------------------------- |
| 公元前854年                                 | 公元前846年                                 | 亞述征服亞蘭                                         | 新亞述帝國                                                                                        | 亞蘭                                                                          |
| 公元前757年                                 | 公元前723年                                 | 科爾基斯征服迪亞烏希                                 | 科爾基斯                                                                                          | 迪亞烏希                                                                      |
| 公元前740年                                 | 公元前720年                                 | 第一次麥西尼亞戰爭                                   | 斯巴達                                                                                            | 麥西尼亞                                                                      |
| 公元前736年                                 | 公元前732年                                 | 敘利亞-以法蓮戰爭                                    | 新亞述帝國 猶大王國                                                                               | 亞蘭 以色列王國                                                               |
| 公元前733年                                 | 公元前733年                                 | 以色列-亞蘭戰爭                                      | 猶大王國                                                                                          | 以色列王國 以東 非利士                                                        |
| 公元前732年                                 | 公元前721年之前                             | 努比亞征服埃及                                       | 努比亞 上埃及 赫爾莫波利斯                                                                        | 中埃及 下埃及                                                                 |
| 公元前725年                                 | 公元前725年                                 | 科爾基斯-斯基提亞戰爭                                | 科爾基斯                                                                                          | 斯基提亞 辛梅里亞人                                                           |
| 公元前722年                                 | 公元前481年                                 | 中國春秋時期                                         | 韓國 魏國 趙國 秦國 楚國 齊國 燕國 以上為存活下來的主要國家                                       | 其餘小國 （被其他國家吞併）                                                   |
| 公元前714年                                 | 公元前706年之後                             | 烏拉爾圖–亞述戰爭                                    | 新亞述帝國                                                                                        | 烏拉爾圖                                                                      |
| 公元前710年                                 | 公元前650年                                 | 利蘭丁戰爭                                           | 埃雷特里亞與其同盟                                                                                | 哈爾基斯與其同盟                                                              |
| 公元前703年                                 | 公元前689年                                 | 辛那赫里布對巴比倫的戰爭                             | 新亞述帝國                                                                                        | 巴比倫尼亞 迦勒底 亞蘭 埃蘭                                                   |
| 公元前701年                                 | 公元前701年                                 | 辛那赫里布在黎凡特的行動                             | 猶大王國 努比亞埃及                                                                               | 新亞述帝國                                                                    |
| 公元前685年                                 | 公元前668年                                 | 第二次麥西尼亞戰爭                                   | 斯巴達 科林斯 莱普雷奥 克里特僱傭兵                                                               | 麥西尼亞 阿卡迪亞 西库翁 伊利斯 阿尔戈斯                                      |
| 公元前671年                                 | 公元前664年之後                             | 阿薩爾哈東對埃及的戰爭                               | 新亞述帝國                                                                                        | 埃及 庫施王國                                                                 |
| 公元前655年                                 | 公元前639年                                 | 亞述征服埃蘭                                         | 新亞述帝國                                                                                        | 埃蘭                                                                          |
| 公元前652年                                 | 公元前648或646年                            | 沙馬什·舒姆·烏金統治期間的內亂                       | 新亞述帝國                                                                                        | 亞述巴比倫 美索不達米亞海地人 埃蘭 迦勒底 庫提 阿穆魯王國 梅盧哈 阿拉伯部落   |
| 公元前643年                                 | 公元前642年                                 | 齊國繼承人戰爭                                       | 齊孝公派系                                                                                        | 公子無虧派系 齊昭公派系 齊懿公派系 齊惠公派系 公子雍派系 支援方： 魯國 北狄   |
| 公元前642年                                 | 公元前338年                                 | 羅馬-拉丁戰爭                                        | 羅馬王國 羅馬共和國                                                                               | 拉丁人                                                                        |
| 公元前632年                                 | 公元前632年                                 | 庫倫事件                                             | 雅典                                                                                              | 庫倫 墨伽拉                                                                   |
| 公元前626年                                 | 公元前626年                                 | 巴比倫起義                                           | 巴比倫尼亞                                                                                        | 新亞述帝國                                                                    |
| 公元前625年                                 | 公元前615年                                 | 呂底亞-米利都戰爭                                    | 呂底亞                                                                                            | 米利都                                                                        |
| 公元前614年                                 | 公元前614年                                 | 阿舒爾的陷落                                         | 新巴比倫帝國 米底亞                                                                               | 新亞述帝國                                                                    |
| 約公元前612年                               | 約公元前612年                               | 尼尼微戰役                                           | 米底王國 (包括波斯與埃蘭) 斯基泰人 新巴比倫帝國 迦勒底 辛梅里亞人                                 | 新亞述帝國                                                                    |
| 610 BC                                      | 609 BC                                      | 哈蘭的陷落                                           | 新巴比倫帝國 米底亞                                                                               | 新亞述帝國                                                                    |
| 約公元前605年                               | 約公元前605年                               | 卡赫美士戰役                                         | 新巴比倫帝國                                                                                      | 埃及 新亞述帝國的殘餘勢力                                                     |
| 公元前601年                                 | 公元前586年                                 | 猶大-巴比倫戰爭                                      | 新巴比倫帝國 摩押 亞捫 迦勒底                                                                     | 猶大王國                                                                      |
| 公元前590年                                 | 公元前585年                                 | 米底亞-呂底亞戰爭 （日蝕之戰）                       | 米底王國                                                                                          | 呂底亞                                                                        |
| 公元前595人                                 | 公元前585人                                 | 第一次神聖戰爭                                       | 近鄰同盟 西库翁                                                                                   | 基亞                                                                          |
| 公元前560或540年之間                        | 公元前560或540年之間                        | 阿契美尼德對科爾基斯的戰爭                           | 波斯阿契美尼德帝國                                                                                | 科爾基斯                                                                      |
| 公元前552年                                 | 公元前539年                                 | 居鲁士大帝戰爭                                       | 佩里斯/波斯阿契美尼德帝國                                                                         | 米底帝國 新巴比倫帝國 呂底亞帝國 犍陀羅王國 粟特                              |
| 公元前552年                                 | 公元前550年                                 | 波斯起義 居鲁士大帝戰爭的一部分                      | 佩里斯                                                                                            | 米底帝國                                                                      |
| 公元前547年                                 | 公元前547年                                 | 居鲁士大帝征服米底帝國 居鲁士大帝戰爭的一部分        | 波斯阿契美尼德帝國                                                                                | 米底帝國                                                                      |
| 公元前540年                                 | 公元前539年                                 | 居鲁士大帝征服埃蘭 居鲁士大帝戰爭的一部分            | 波斯阿契美尼德帝國                                                                                | 埃蘭                                                                          |
| 公元前539年                                 | 公元前539年                                 | 居鲁士大帝征服巴比倫尼亞 居鲁士大帝戰爭的一部分      | 波斯阿契美尼德帝國                                                                                | 新巴比倫帝國                                                                  |
| 公元前540-535年之間                         | 公元前540-535年之間                         | 阿拉利亞海戰                                         | 迦太基 伊特拉斯坎文明                                                                             | 希臘 福西亞 阿萊里亞殖民地                                                    |
| 公元前518年                                 | 公元前518年                                 | 阿契美尼德王朝征服印度河流域                         | 波斯阿契美尼德帝國                                                                                | 訶黎王朝                                                                      |
| 公元前499年                                 | 公元前494年                                 | 伊奧尼亞起義 波斯战争的一部分                        | 波斯                                                                                              | 伊奧尼亞 伊奧利亞 多立克 卡里亞 雅典 埃雷特里亞 賽普勒斯                      |
| 公元前499年                                 | 公元前448年                                 | 波希戰爭                                             | 希臘眾城邦: - 雅典 - 斯巴達 - 泰斯皮亞 - 忒拜 - 其他希臘城邦軍隊 賽普勒斯 提洛同盟 其餘希臘派勢力 | 波斯阿契美尼德帝國 其餘波斯派勢力                                             |
| 公元前498年                                 | 公元前493年                                 | 第一次拉丁戰爭                                       | 羅馬共和國                                                                                        | 拉丁同盟                                                                      |
| 公元前492年                                 | 公元前490年                                 | 波斯第一次入侵希臘 波斯战争的一部分                  | 波斯                                                                                              | 伊奧尼亞 伊奧利亞 多立克 卡里亞 雅典 埃雷特里亞 賽普勒斯                      |
| 公元前484年                                 | 公元前484年                                 | 巴比倫對波斯的起義                                   | 阿契美尼德帝國                                                                                    | 巴比倫城                                                                      |
| 公元前480年                                 | 公元前479年                                 | 波斯第二次入侵希臘 波斯战争的一部分                  | 由雅典與斯巴達領導的希臘城邦同盟                                                                  | 阿契美尼德帝國                                                                |
| 公元前487年                                 | 公元前448年                                 | 希臘的反擊 波斯战争的一部分                          | 由雅典與斯巴達領導的希臘城邦同盟                                                                  | 阿契美尼德帝國                                                                |
| 公元前480年                                 | 公元前480年                                 | 第一次西西里戰爭（希梅拉之戰） 西西里戰爭的一部分    | 锡拉库萨 阿格里真托                                                                               | 迦太基                                                                        |
| 公元前477年                                 | 公元前477年                                 | 克雷梅拉之戰                                         | 維愛                                                                                              | 羅馬共和國                                                                    |
| 公元前475年                                 | 公元前221年                                 | 中國戰國時期                                         | 戰國七雄                                                                                          | 戰國七雄                                                                      |
| 公元前474年                                 | 公元前474年                                 | 庫邁戰役                                             | 锡拉库萨 庫邁                                                                                     | 伊特拉斯坎文明                                                                |
| 公元前464年                                 | 公元前464年                                 | 前464年斯巴達地震期間的黑勞士叛亂                    | 斯巴達 伯羅奔尼撒聯盟                                                                             | 黑勞士 珀里俄基人                                                             |
| 公元前460年                                 | 公元前445年                                 | 第一次伯羅奔尼撒戰爭                                 | 由雅典與阿爾戈斯領導的提洛同盟                                                                    | 由斯巴達與忒拜領導的伯羅奔尼撒聯盟                                            |
| 公元前460年                                 | 公元前454年                                 | 伊納羅斯二世的叛亂                                   | 阿契美尼德帝國 第一次阿契美尼德治下埃及                                                           | 由伊納羅斯二世領導的埃及起義軍                                                |
| 公元前449年                                 | 公元前448年                                 | 第二次神聖戰爭 第一次伯羅奔尼撒戰爭的一部分          | 福基斯                                                                                            | 斯巴達 德尔斐                                                                 |
| 公元前440年                                 | 公元前440年                                 | 薩米安戰爭                                           | 雅典                                                                                              | 薩摩斯島                                                                      |
| 公元前431年                                 | 公元前404年                                 | 伯羅奔尼撒戰爭                                       | 伯羅奔尼撒聯盟                                                                                    | 提洛同盟                                                                      |
| 公元前411年                                 | 公元前411年                                 | 公元前411年雅典政變                                  | 四百強人                                                                                          | 雅典                                                                          |
| 公元前410年                                 | 公元前340年                                 | 第二次西西里戰爭 西西里戰爭的一部分                  | 锡拉库萨 科林斯 斯巴達                                                                            | 雅典 提洛同盟 塞傑斯塔                                                        |
| 公元前395年                                 | 公元前387年                                 | 科林斯戰爭                                           | 雅典 阿爾戈斯 科林斯 忒拜 波斯帝國 其他盟友                                                       | 斯巴達 伯羅奔尼撒聯盟                                                         |
| 公元前390年 （傳統上） 公元前387年 （可能） | 公元前390年 （傳統上） 公元前387年 （可能） | 阿利亞之戰                                           | 高盧                                                                                              | 羅馬共和國                                                                    |
| 公元前385年                                 | 公元前385年                                 | 阿爾塔薛西斯二世的卡杜西亞戰役                       | 卡杜西人                                                                                          | 阿契美尼德帝國                                                                |
| 公元前385年                                 | 公元前385年                                 | 伊利里亞人入侵伊庇魯斯                               | 達爾達尼亞王國 支援： 錫拉丘茲                                                                    | 莫洛西亚人 斯巴達 支援： 色薩利 馬其頓王國                                    |
| 公元前382年                                 | 公元前379年                                 | 第一次奧林西亞戰爭                                   | 伯羅奔尼撒聯盟 馬其頓王國                                                                         | 卡爾西德聯盟                                                                  |
| 公元前378年                                 | 公元前372年                                 | 維奧蒂亞戰爭                                         | 忒拜 雅典                                                                                         | 斯巴達                                                                        |
| 公元前372年                                 | 公元前362年                                 | 三督之亂                                             | 阿契美尼德帝國                                                                                    | 叛變的總督                                                                    |
| 公元前371年                                 | 公元前371年                                 | 斯巴達對維奧蒂亞聯盟的第一次起義                     | 維奧蒂亞聯盟                                                                                      | 斯巴達                                                                        |
| 公元前362年                                 | 公元前362年                                 | 斯巴達對維奧蒂亞聯盟的第二次起義                     | 由忒拜領導的維奧蒂亞聯盟                                                                          | 斯巴達 雅典 伊利斯 曼蒂尼亞                                                   |
| 公元前360年                                 | 公元前360年                                 | 佩爾狄卡斯三世對上馬其頓的遠征                       | 達爾達尼亞王國                                                                                    | 馬其頓王國                                                                    |
| 公元前358年                                 | 公元前336年                                 | 馬其頓擴張戰爭                                       | 馬其頓王國                                                                                        | 希臘城邦 伊利里亞人 色雷斯人                                                  |
| 公元前357年                                 | 公元前355年                                 | 同盟者戰爭                                           | 希俄斯岛 羅得島 科斯島 拜占庭                                                                     | 第二雅典聯盟                                                                  |
| 公元前356年                                 | 公元前346年                                 | 第三次神聖戰爭                                       | 近鄰同盟                                                                                          | 福基斯 菲拉埃 雅典 斯巴達                                                     |
| 公元前343年                                 | 公元前341年                                 | 第一次薩莫奈戰爭 薩莫奈戰爭的一部分                  | 羅馬共和國 西迪奇尼人 坎帕尼亞人                                                                  | 薩莫奈人                                                                      |
| 公元前340年                                 | 公元前338年                                 | 第二次拉丁戰爭                                       | 羅馬共和國 薩莫奈人                                                                               | 拉丁同盟 坎帕尼亞人 沃爾西 西迪奇尼人 奧倫奇人                                |
| 公元前339年                                 | 公元前338年                                 | 腓力二世對希臘的戰爭（第四次神聖戰爭）               | 馬其頓王國                                                                                        | 雅典 忒拜 科林斯 墨伽拉 亞該亞 哈爾基斯 埃皮達魯斯 特里津                     |
| 公元前327年                                 | 公元前304年                                 | 第二次薩莫奈戰爭 薩莫奈戰爭的一部分                  | 羅馬共和國 沃爾西                                                                                 | 薩莫奈人 西迪奇尼 奧倫奇人 歐索尼斯 韋斯蒂尼                                  |
| 公元前334年                                 | 公元前323年                                 | 亞歷山大大帝戰爭                                     | 馬其頓王國                                                                                        | 阿契美尼德帝國 保拉瓦人 古希臘城邦列表 色雷斯 蓋塔人 粟特                     |
| 公元前332年                                 | 公元前331年                                 | 反馬其頓叛亂                                         | 馬其頓王國                                                                                        | 斯巴達 色雷斯人部落                                                           |
| 公元前323年                                 | 公元前322年                                 | 拉米亞戰爭                                           | 馬其頓王國                                                                                        | 雅典 埃托利亞同盟 亞該亞同盟 阿卡迪亞 科林斯                                  |
| 公元前321年                                 | 公元前320年                                 | 征服難陀帝國                                         | 孔雀王朝                                                                                          | 難陀王朝                                                                      |
| 公元前315年                                 | 公元前307年                                 | 第三次西西里戰爭 西西里戰爭的一部分                  | 迦太基                                                                                            | 锡拉库萨                                                                      |
| 公元前312年                                 | 公元前312年                                 | 安提柯與納巴泰的對抗 繼業者戰爭的一部分              | 納巴泰王國                                                                                        | 安提柯王朝                                                                    |
| 公元前311年                                 | 公元前309年                                 | 巴比倫戰爭 繼業者戰爭的一部分                        | 塞琉古帝國                                                                                        | 安提柯王朝                                                                    |
| 公元前311年                                 | 公元前309年                                 | 博斯普魯斯內戰                                       | 西拉塞斯                                                                                          | 博斯普魯斯王國 斯基泰人                                                       |
| 公元前305年                                 | 公元前304年                                 | 羅德島圍城戰 繼業者戰爭的一部分                      | 羅得島 托勒密王國 塞琉古帝國                                                                      | 安提柯王朝                                                                    |
| 公元前305年                                 | 公元前303年                                 | 塞琉古-孔雀戰爭                                      | 孔雀王朝                                                                                          | 塞琉古帝國                                                                    |
| 約公元前300年                               | 約公元前300年                               | 古朝鮮-燕國戰爭                                      | 燕國                                                                                              | 古朝鮮                                                                        |
| 公元前298年                                 | 公元前290年                                 | 第三次薩莫奈戰爭 薩莫奈戰爭的一部分                  | 羅馬共和國                                                                                        | 薩莫奈人 伊特拉斯坎文明                                                       |
| 公元前281年                                 | 公元前279年                                 | 高盧入侵巴爾幹                                       | 埃托利亞同盟 伊利里亞人 馬其頓王國 色雷斯人 培奧尼亞人                                            | 高盧人                                                                        |
| 公元前280年                                 | 公元前275年                                 | 皮洛士戰爭                                           | 羅馬共和國 迦太基                                                                                 | 伊庇魯斯地區 大希臘 薩莫奈                                                    |
| 公元前274年                                 | 公元前200年                                 | 敘利亞戰爭                                           | 塞琉古帝國 馬其頓王國                                                                             | 托勒密王國                                                                    |
| 公元前274年                                 | 公元前271年                                 | 第一次敘利亞戰爭 敘利亞戰爭的一部分                  | 托勒密王國                                                                                        | 塞琉古帝國                                                                    |
| 公元前267年                                 | 公元前261年                                 | 克里莫尼迪茲戰爭                                     | 馬其頓王國                                                                                        | 希臘城邦，特別是雅典與斯巴達 托勒密王國                                       |
| 公元前265年                                 | 公元前263年                                 | 羯陵伽戰爭                                           | 孔雀王朝                                                                                          | 羯陵伽                                                                        |
| 公元前264年                                 | 公元前146年                                 | 布匿戰爭                                             | 羅馬共和國                                                                                        | 迦太基                                                                        |
| 公元前264年                                 | 公元前241年                                 | 第一次布匿戰爭 布匿戰爭的一部分                      | 羅馬共和國                                                                                        | 古迦太基                                                                      |
| 公元前260年                                 | 公元前255年                                 | 第二次敘利亞戰爭 敘利亞戰爭的一部分                  | 安提柯王朝                                                                                        | 托勒密王國                                                                    |
| 公元前245年                                 | 公元前241年                                 | 第三次敘利亞戰爭 敘利亞戰爭的一部分                  | 托勒密王國                                                                                        | 塞琉古帝國                                                                    |
| 公元前240年                                 | 公元前238年                                 | 傭兵戰爭                                             | 古迦太基                                                                                          | 參加過第一次布匿戰爭的迦太基僱傭兵 利比亞人 努米底亞人                        |
| 公元前238年                                 | 公元前238年                                 | 帕尼人征服帕提亞                                     | 帕尼人                                                                                            | 帕提亞                                                                        |
| 公元前237年                                 | 公元前219年                                 | 巴西德征服西班牙                                     | 古迦太基                                                                                          | 圖爾代塔尼 巴斯泰塔尼 希臘殖民地 日耳曼人 塔爾提索斯部落 凱爾特伊比利亞人部落 |
| 約公元前230年                               | 約公元前220年                               | 推翻狄奧多特二世的行動                               | 歐西德莫斯一世的軍隊                                                                              | 希腊-巴克特里亚王国                                                           |
| 公元前230年                                 | 公元前221年                                 | 秦滅六國之戰                                         | 秦國                                                                                              | 韓國 趙國 代國 燕國 魏國 楚國 齊國                                            |
| 公元前230年                                 | 公元前230年                                 | 秦滅韓之戰 秦滅六國之戰的一部分                      | 秦國                                                                                              | 韓國                                                                          |
| 公元前229年                                 | 公元前228年                                 | 第一次伊利里亚战争                                   | 羅馬共和國                                                                                        | 阿爾迪亞埃伊人                                                                |
| 公元前229年                                 | 公元前222年                                 | 克里昂米尼戰爭                                       | 亞該亞同盟 馬其頓王國                                                                             | 斯巴達 伊利斯                                                                 |
| 公元前228年                                 | 公元前228年                                 | 秦滅趙之戰 秦滅六國之戰的一部分                      | 秦國                                                                                              | 趙國                                                                          |
| 公元前226年                                 | 公元前226年                                 | 第一次進攻燕國 秦滅六國之戰的一部分                  | 秦國                                                                                              | 燕國                                                                          |
| 公元前225年                                 | 公元前222年                                 | 南高盧戰爭                                           | 羅馬共和國                                                                                        | 高盧凱爾特人                                                                  |
| 公元前225年                                 | 公元前225年                                 | 秦滅魏之戰 秦滅六國之戰的一部分                      | 秦國                                                                                              | 魏國                                                                          |
| 公元前225年                                 | 公元前223年                                 | 秦滅楚之戰 秦滅六國之戰的一部分                      | 秦國                                                                                              | 楚國                                                                          |
| 公元前222年                                 | 公元前222年                                 | 第二次進攻燕國 秦滅六國之戰的一部分                  | 秦國                                                                                              | 燕國                                                                          |
| 公元前222年                                 | 公元前222年                                 | 秦滅代之戰 秦滅六國之戰的一部分                      | 秦國                                                                                              | 代國                                                                          |
| 公元前222年                                 | 公元前222年                                 | 征服吳越 秦滅六國之戰的一部分                        | 秦國                                                                                              | 吳越                                                                          |
| 公元前221年                                 | 公元前221年                                 | 秦滅齊之戰 秦滅六國之戰的一部分                      | 秦國                                                                                              | 齊國                                                                          |
| 公元前220年                                 | 公元前219年                                 | 第二次伊利里亚战争                                   | 羅馬共和國                                                                                        | 伊利里亞                                                                      |
| 公元前220年                                 | 公元前220年                                 | 利提亞戰爭                                           | 多雷尼亞 利克圖斯 拉帕 馬其頓王國 亞該亞同盟                                                      | 克諾索斯 戈爾蒂斯 基多尼亞 羅得島 埃托利亞同盟                                |
| 公元前219年                                 | 公元前217年                                 | 第四次敘利亞戰爭 敘利亞戰爭的一部分                  | 托勒密王國                                                                                        | 塞琉古帝國                                                                    |
| 公元前218年                                 | 公元前201年                                 | 第二次布匿戰爭 布匿戰爭的一部分                      | 羅馬共和國                                                                                        | 迦太基                                                                        |
| 公元前215年                                 | 公元前215年                                 | 秦蒙恬攻匈奴之戰                                     | 秦朝                                                                                              | 匈奴                                                                          |
| 公元前215年                                 | 公元前168年                                 | 馬其頓戰爭                                           | 羅馬共和國                                                                                        | 馬其頓帝國                                                                    |
| 公元前215年                                 | 公元前205年                                 | 第一次馬其頓戰爭 馬其頓戰爭的一部分                  | 羅馬共和國 埃托利亞同盟 帕加馬 斯巴達 伊利斯 麥西尼亞                                             | 馬其頓王國 亞該亞同盟                                                         |
| 公元前214年                                 | 公元前214年                                 | 秦征百越                                             | 秦朝                                                                                              | 百越                                                                          |
| 約公元前210年                               | 約公元前206年                               | 塞琉古入侵巴克特里亞                                 | 希臘-巴克特里亞王國                                                                               | 塞琉古帝國                                                                    |
| 公元前209年                                 | 公元前206年                                 | 秦朝的滅亡                                           | 前六國之叛軍                                                                                      | 秦朝                                                                          |
| 公元前209年                                 | 公元前209年                                 | 大澤鄉起義 秦朝的滅亡的一部分                        | 秦朝                                                                                              | 陳勝與吳廣的部隊 楚國復國人士 農民                                            |
| 公元前209年                                 | 公元前208年                                 | 項梁起兵反秦 秦朝的滅亡的一部分                      | 秦朝                                                                                              | 項梁的軍隊 會稽郡 楚國復國人士                                                |
| 公元前209年                                 | 公元前206年                                 | 劉邦起兵反抗秦朝 秦朝的滅亡的一部分                  | 劉邦的軍隊 燕國 趙國 齊國 魏國                                                                    | 秦朝                                                                          |
| 公元前209年                                 | 公元前88年                                  | 塞琉古-帕提亞戰爭                                    | 安息帝國                                                                                          | 塞琉古帝國                                                                    |
| 公元前208年                                 | 約公元前206年                               | 巴克特拉圍城戰 塞琉古入侵巴克特里亞的一部分          | 希臘-巴克特里亞王國                                                                               | 塞琉古帝國                                                                    |
| 公元前206年                                 | 公元前202年                                 | 楚漢戰爭                                             | 漢                                                                                                | 西楚                                                                          |
| 公元前205年                                 | 公元前200年                                 | 克里特戰爭                                           | 羅得島 帕加馬 拜占庭 基齊庫斯 雅典 克諾索斯                                                       | 馬其頓 希拉皮特納 奧盧斯 埃托利亞 斯巴達海盜 阿卡納尼亞                       |
| 公元前202年                                 | 公元前200年                                 | 第五次敘利亞戰爭 敘利亞戰爭的一部分                  | 塞琉古帝國                                                                                        | 托勒密王國                                                                    |
| 公元前200年                                 | 公元前196年                                 | 第二次馬其頓戰爭 馬其頓戰爭的一部分                  | 羅馬共和國 帕加馬 羅得島                                                                          | 馬其頓                                                                        |
| 公元前200年                                 | 公元前198年                                 | 白登之圍                                             | 匈奴                                                                                              | 漢朝                                                                          |
| 公元前195年                                 | 公元前195年                                 | 反納比斯戰爭                                         | 羅馬共和國 亞該亞同盟 馬其頓王國 帕加馬 羅得島                                                    | 斯巴達                                                                        |
| 公元前191年                                 | 公元前188年                                 | 羅馬-塞琉古戰爭                                      | 羅馬共和國 亞該亞同盟 馬其頓王國 帕加馬 羅得島                                                    | 塞琉古帝國 埃托利亞同盟 阿塔曼尼亞                                            |
| 公元前189年                                 | 公元前189年                                 | 加拉太戰爭                                           | 羅馬共和國 帕加馬                                                                                 | 加拉太                                                                        |
| 公元前180年                                 | 公元前175年                                 | 巴克特里亚對印度的擴張                               | 希臘-巴克特里亞王國                                                                               | 巽伽王朝 孔雀王朝殘餘勢力                                                     |
| 公元前179年                                 | 公元前175年                                 | 達爾達尼亞-巴斯塔尼戰爭                              | 達爾達尼亞王國                                                                                    | 巴斯塔奈人 Supported by: 馬其頓王國 奧德里西亞王國 斯科迪西                   |
| 公元前171年                                 | 公元前168年                                 | 第三次馬其頓戰爭 馬其頓戰爭的一部分                  | 羅馬共和國 帕加馬                                                                                 | 馬其頓                                                                        |
| 公元前170年                                 | 公元前170年                                 | 歐克拉提德一世的篡位                                 | 歐克拉提德一世的軍隊                                                                              | 希腊-巴克特里亚王国                                                           |
| 約公元前167年                               | 約公元前167年                               | 帕提亚入侵巴克特里亚                                 | 安息帝國 忠於歐西德莫斯一世的人                                                                   | 希腊-巴克特里亚王国                                                           |
| 公元前167年                                 | 公元前160年                                 | 馬加比起義                                           | 猶地亞                                                                                            | 塞琉古帝國                                                                    |
| 公元前162年                                 | 約公元前70年                                | 遊牧民族入侵巴克特里亚                               | 月氏 斯基泰人（主要是塞迦） 烏孫                                                                  | 希腊-巴克特里亚王国                                                           |
| 公元前155年                                 | 公元前139年                                 | 盧西坦戰爭                                           | 羅馬共和國                                                                                        | 盧西坦部落                                                                    |
| 公元前154年                                 | 公元前154年                                 | 七國之亂                                             | 漢朝                                                                                              | 吳 楚 趙國 膠西郡 膠東國 菑川國 濟南郡                                        |
| 公元前149年                                 | 公元前146年                                 | 第三次布匿戰爭 布匿戰爭的一部分                      | 羅馬共和國                                                                                        | 迦太基                                                                        |
| 公元前138年                                 | 公元前111年                                 | 漢平東越之戰 漢朝南擴的一部分                        | 漢朝                                                                                              | 閩越                                                                          |
| 公元前135年                                 | 公元前71年                                  | 羅馬奴隸起義                                         | 羅馬共和國                                                                                        | 奴隸起義軍                                                                    |
| 公元前135年                                 | 公元前132年                                 | 第一次西西里奴隸起義 羅馬奴隸起義的一部分            | 羅馬共和國                                                                                        | 西西里島奴隸                                                                  |
| 公元前133年                                 | 公元89年                                    | 漢匈戰爭                                             | 漢朝                                                                                              | 匈奴                                                                          |
| 公元前123年                                 | 公元前121年                                 | 羅馬征服巴利阿里群島                                 | 羅馬共和國                                                                                        | 巴利阿里海盜                                                                  |
| 公元前122年                                 | 公元前105年                                 | 朱古達戰爭                                           | 羅馬共和國                                                                                        | 努米底亞                                                                      |
| 公元前113年                                 | 公元前101年                                 | 辛布里戰爭                                           | 羅馬共和國                                                                                        | 辛布里人 條頓人                                                               |
| 公元前111年                                 | 公元前111年                                 | 漢平南越 漢朝南擴的一部分                            | 漢朝                                                                                              | 南越國                                                                        |
| 公元前109年                                 | 公元前109年                                 | 漢平滇國之戰 漢朝南擴的一部分                        | 漢朝                                                                                              | 滇國                                                                          |
| 公元前109年                                 | 公元前108年                                 | 漢滅衛氏朝鮮之戰                                     | 漢朝                                                                                              | 衛滿朝鮮                                                                      |
| 公元前107年                                 | 公元前88年                                  | 托勒密·拉齐罗斯內戰                                  | 托勒密王國（托勒密九世） 賽普勒斯 腓尼基                                                          | 托勒密王國（克娄巴特拉三世） 猶地亞（前103–93年） 納巴泰王國（前103–93年）    |
| 公元前104年                                 | 公元前101年                                 | 漢攻大宛之戰                                         | 漢朝                                                                                              | 大宛                                                                          |
| 公元前104年                                 | 公元前100年                                 | 第二次西西里奴隸起義 羅馬奴隸起義的一部分            | 羅馬共和國                                                                                        | 西西里島奴隸                                                                  |
| 公元前93年                                  | 公元前93年                                  | 加達拉之戰                                           | 納巴泰王國                                                                                        | 哈斯蒙尼王朝                                                                  |
| 公元前93年                                  | 公元前87年                                  | 朱迪亞內戰                                           | 撒都該人                                                                                          | 法利賽人                                                                      |
| 公元前91年                                  | 公元前88年                                  | 同盟者戰爭                                           | 羅馬共和國                                                                                        | 馬爾西與薩莫奈統領的義大利城邦                                                |
| 公元前89年                                  | 公元前63年                                  | 米特里達梯戰爭                                       | 羅馬共和國                                                                                        | 本都王國                                                                      |
| 公元前89年                                  | 公元前85年                                  | 第一次米特里達梯戰爭 米特里達梯戰爭的一部分          | 羅馬共和國 比提尼亞王國                                                                           | 本都王國 希臘叛軍                                                             |
| 公元前87年                                  | 公元前87年                                  | 屋大維戰爭                                           |                                                                                                   |                                                                               |
| 公元前87年                                  | 公元前85年                                  | 亞美尼亞-安息戰爭                                    | 亞美尼亞王國                                                                                      | 安息帝國                                                                      |
| 公元前84年                                  | 公元前84年                                  | 卡納戰役                                             | 納巴泰王國                                                                                        | 塞琉古帝國                                                                    |
| 公元前83年                                  | 公元前82年                                  | 第二次米特拉達梯戰爭 米特里達梯戰爭的一部分          | 羅馬共和國                                                                                        | 本都王國                                                                      |
| 公元前83年                                  | 公元前81年                                  | 蘇拉內戰                                             | 盧基烏斯·科爾內利烏斯·蘇拉                                                                        | 小蓋烏斯·馬略                                                                 |
| 公元前73年                                  | 公元前71年                                  | 第三次奴隸戰爭 或斯巴達克斯起義 羅馬奴隸戰爭的一部分 | 羅馬共和國                                                                                        | 斯巴達克斯所領導的亡命奴隸軍隊                                                |
| 公元前74年                                  | 公元前63年                                  | 第三次米特拉達梯戰爭 米特拉達梯戰爭的一部分          | 羅馬共和國 比提尼亞                                                                               | 本都王國 亞美尼亞王國                                                         |
| 公元前67年                                  | 公元前63年                                  | 哈斯蒙尼內戰 米特拉達梯戰爭的一部分                  | 法利賽人 羅馬共和國 納巴泰王國                                                                    | 撒都該人                                                                      |
| 公元前66年                                  | 公元217年                                   | 羅馬-安息戰爭                                        | 羅馬共和國                                                                                        | 安息帝國                                                                      |
| 公元前65年                                  | 公元前65年                                  | 龐培在伊比利亞與阿爾巴尼亞的戰役                     | 羅馬共和國                                                                                        | 高加索伊比利亞王國 高加索阿爾巴尼亞王國                                       |
| 公元前58年                                  | 公元前50年                                  | 高盧戰爭                                             | 羅馬共和國                                                                                        | 高盧部落 貝爾蓋部落 布立吞部落 阿基坦部落 日耳曼部落 伊比利亞部落             |
| 公元前55年                                  | 公元前54年                                  | 凱撒入侵不列顛                                       | 羅馬共和國 特里諾文特人                                                                           | 凱爾特布立吞人                                                                |
| 公元前53年                                  | 公元前51年                                  | 馬庫斯·李錫尼·克拉蘇 的卡萊戰役                      | 安息帝國                                                                                          | 羅馬共和國                                                                    |
| 公元前49年                                  | 公元前45年                                  | 凱撒內戰                                             | 尤利烏斯·凱撒與其支持者 平民派                                                                    | 羅馬元老院 貴族派                                                             |
| 公元前48年                                  | 公元前47年                                  | 東歐戰爭                                             | 羅馬共和國 加拉太 卡帕多细亚                                                                      | 本都王國                                                                      |
| 公元前44年                                  | 公元前30年                                  | 羅馬內戰                                             | 後三頭同盟統治下的羅馬共和國                                                                      | 馬克·安東尼 被暗殺的尤利烏斯·凱撒 塞克斯圖斯·龐培、富爾薇婭與盧基烏斯·安東尼  |
| 公元前44年                                  | 公元前44年                                  | 後凱薩時代的內戰 羅馬內戰的一部份                    | 羅馬元老院                                                                                        | 馬克·安東尼的軍隊                                                             |
| 公元前44年                                  | 公元前42年                                  | 解放者內戰 羅馬內戰的一部份                          | 後三頭同盟                                                                                        | 解放者                                                                        |
| 公元前44年                                  | 公元前36年                                  | 西西里叛亂 羅馬內戰的一部份                          | 羅馬共和國                                                                                        | 塞克斯圖斯·龐培的軍隊                                                         |
| 公元前41年                                  | 公元前40年                                  | 佩魯辛戰爭羅馬內戰的一部份                           | 羅馬共和國                                                                                        | 富爾薇婭與盧基烏斯·安東尼的軍隊                                               |
| 公元前32年                                  | 公元前30年                                  | 亞克興戰爭 羅馬內戰的一部份                          | 羅馬共和國（由蓋烏斯·屋大維·圖里努斯所支持）                                                      | 托勒密王國與其支持者馬克·安東尼                                               |
| 公元前40年                                  | 公元前33年                                  | 安東尼的安息戰爭                                     | 羅馬共和國 亞美尼亞王國 加拉太 卡帕多西亞王國 本都王國                                            | 安息帝國 阿特羅帕特尼王國                                                     |
| 公元前29年                                  | 公元前19年                                  | 坎塔布里戰爭                                         | 羅馬帝國                                                                                          | 坎塔布里人 阿斯圖雷斯人                                                       |
| 公元前19年                                  | 公元前19年                                  | 加拉曼特斯戰爭                                       | 羅馬帝國                                                                                          | 加拉曼特斯人                                                                  |

## 公元元年-1000年
| 開始年分         | 結束年分       | 衝突名稱                                                                                          | 交戰方                                                                  | 交戰方 |
| 開始年分         | 結束年分       | 衝突名稱                                                                                          | 勝利方 （如果適用的話）                                                 | 敗北方 （如果適用的話） |
| ---------------- | -------------- | ------------------------------------------------------------------------------------------------- | ----------------------------------------------------------------------- | --- |
| 公元6年          | 公元9年        | 巴托斯之戰                                                                                        | 羅馬帝國 奧德里西亞王國                                                 | 達西泰特斯人 布魯西人 達爾馬泰人 安迪泽特人 潘诺尼亚人 皮鲁斯泰人 利布尼亞人 亞皮德斯人 |
| 公元9年          | 公元9年        | 條頓堡森林戰役                                                                                    | 切魯西人                                                                | 羅馬帝國 |
| 公元6年          | 公元21年       | 高句麗-東扶餘戰爭                                                                                 | 高句麗                                                                  | 東扶餘 |
| 公元17年         | 公元18年       | 馬科曼尼-阿米尼烏斯戰爭                                                                           | 阿米尼烏斯的軍隊                                                        | 馬科曼尼 |
| 約公元17年       | 公元23年       | 昆陽之戰                                                                                          | 綠林軍                                                                  | 新朝 |
| 公元17年         | 公元24年       | 塔卡法利納斯人的起義                                                                              | 羅馬帝國                                                                | 穆蘇拉米 努米底亞 |
| 約公元17年       | 公元26年       | 赤眉軍起義                                                                                        | 赤眉軍                                                                  | 新朝 更始帝 |
| 公元40年         | 公元43年       | 馬援征嶺南之戰                                                                                    | 漢朝                                                                    | 駱越 |
| 公元43年         | 公元96年       | 羅馬征服不列顛                                                                                    | 羅馬帝國                                                                | 英格蘭部落 |
| 公元47年         | 公元47年       | 愛西尼人反抗普布利烏斯·奧斯托利斯·斯卡普拉的行動                                                  | 羅馬帝國                                                                | 愛西尼人 |
| 公元50年         | 公元53年       | 伊比利亞-亞美尼亞戰爭                                                                             | 高加索伊比利亞王國                                                      | 亞美尼亞王國 |
| 約公元58年       | 約公元58年     | 赫蒙杜里-查蒂戰爭                                                                                 | 赫蒙杜里                                                                | 查蒂 |
| 公元58年         | 公元63年       | 58-63年羅馬-安息戰爭                                                                              | 羅馬帝國                                                                | 亞美尼亞王國 安息帝國 |
| 公元60或61年     | 公元60或61年   | 羅馬征服安格爾西                                                                                  | 羅馬帝國                                                                | 凱爾特布立吞人 |
| 公元60或61年     | 公元60或61年   | 布狄卡的起義                                                                                      | 羅馬帝國                                                                | 愛西尼人、特里諾文特人與其他英格蘭部落 |
| 公元66年         | 公元73年       | 猶太戰爭                                                                                          | 羅馬帝國                                                                | 猶地亞叛軍：撒都該人與阿迪亞波納志願軍 |
| 公元69年         | 公元69年       | 四帝之年                                                                                          | 韦斯巴芗                                                                | 加爾巴、奧托、維特里烏斯領導的日耳曼居團 |
| 公元69年         | 公元70年       | 巴達維起義                                                                                        | 羅馬帝國                                                                | 巴達維人 卡納法特斯人 弗里西人 林貢斯人 特雷維里人 |
| 公元73年         | 公元73年       | 伊吾廬之戰                                                                                        | 漢朝                                                                    | 北匈奴 |
| 公元89年         | 公元93年       | 稽落山之戰                                                                                        | 漢朝 南匈奴                                                             | 北匈奴 |
| 公元101年        | 公元102年      | 第一次達契亞戰爭                                                                                  |                                                                         | |
| 公元105年        | 公元106年      | 第二次達契亞戰爭                                                                                  | 羅馬帝國                                                                | 達契亞王國 |
| 公元115年        | 公元117年      | 圖拉真的安息戰役                                                                                  | 羅馬帝國                                                                | 安息帝國 |
| 公元115年        | 公元117年      | 基托斯戰爭 圖拉真的安息戰役的一部分                                                               | 羅馬帝國                                                                | 賽普勒斯、昔蘭尼加、埃及行省、美索不達米亞與猶太行省的猶太人 |
| 公元119年?       | 公元119年      | 119年的布里甘特人起義                                                                             | 羅馬帝國                                                                | 布里甘特人 |
| 公元二世紀       | 公元180年代    | 倭國大亂                                                                                          | 卑彌呼女王                                                              | 日本諸酋長國 |
| 公元132年        | 公元136年      | 巴爾科赫巴起義                                                                                    | 羅馬帝國                                                                | 由巴爾·科赫巴統領的猶太行省猶太人 |
| 公元161年        | 公元166年      | 公元161-166年羅馬-安息戰爭                                                                        | 羅馬帝國                                                                | 安息帝國 |
| 公元166年        | 公元180年      | 馬科曼尼戰爭                                                                                      | 羅馬帝國                                                                | 馬科曼尼 夸迪人 伊阿居格人 |
| 公元184年        | 公元205年      | 黃巾之亂                                                                                          | 漢朝                                                                    | 黃巾軍 |
| 公元190年        | 公元191年      | 討伐董卓之戰                                                                                      | 袁紹與曹操領導的廣東聯軍                                                | 董卓 |
| 公元193年        | 公元193年      | 五帝之年                                                                                          | 塞维鲁王朝                                                              | 佩蒂納克斯、狄狄烏斯·尤利安努斯、佩斯切尼烏斯·奈哲爾、克洛狄烏斯·阿爾比努斯 |
| 公元194年        | 公元199年      | 孫策平江東之戰                                                                                    | 孫策                                                                    | 山越 各系軍閥 |
| 公元196年        | 公元197年      | 克洛狄乌斯·阿尔比努斯篡位未遂                                                                     | 羅馬帝國                                                                | 克洛狄烏斯·阿爾比努斯的軍團 |
| 公元202年        | 公元203年      | 征服加拉馬                                                                                        | 羅馬帝國                                                                | 加拉曼特人 |
| 公元208年        | 公元211年      | 羅馬入侵喀裡多尼亞                                                                                | 羅馬帝國                                                                | 喀裡多尼亞人 |
| 公元208年        | 公元208年      | 赤壁之戰                                                                                          | 孫權、劉備聯軍                                                          | 曹操 |
| 公元216年        | 公元216年      | 卡拉卡拉的安息戰爭                                                                                | 安息帝國                                                                | 羅馬帝國 |
| 公元225年        | 公元225年      | 諸葛亮南征                                                                                        | 蜀漢                                                                    | 蜀地叛軍 南蠻 |
| 公元228年        | 公元234年      | 諸葛亮北伐                                                                                        | 曹魏                                                                    | 蜀漢 羌族 鮮卑 |
| 公元232年        | 約公元268年    | 三世紀危機期間的內戰                                                                              | 伊利里亞皇帝                                                            | 各軍營皇帝 各篡位者、聯合皇帝、高級官員與王位繼承人 薩珊王朝 |
| 公元244年        | 公元245年      | 曹魏與高句麗的戰爭                                                                                | 曹魏                                                                    | 高句麗 沃沮 東濊 |
| 公元247年        | 公元262年      | 姜維北伐                                                                                          | 曹魏                                                                    | 蜀漢 氐、羌部落 |
| 公元249年        | 公元253年      | 哥德戰爭 (248-253年)                                                                              | 羅馬帝國                                                                | 哥德人 日耳曼-薩馬提亞聯軍 羅馬逃兵 |
| 公元259年        | 公元260年      | 朱通吉部落入侵雷蒂亞 三世紀危機的一部分                                                           | 羅馬帝國                                                                | 朱通吉 |
| 公元263年        | 公元263年      | 魏滅蜀漢之戰                                                                                      | 曹魏                                                                    | 蜀漢 |
| 公元268或269年   | 公元268或269年 | 納伊蘇斯戰役 三世紀危機的一部分                                                                   | 羅馬帝國                                                                | 哥德人 |
| 公元270年        | 公元271年      | 帕米拉王國的建立 三世紀危機的一部分                                                               | 帕米拉王國                                                              | 羅馬帝國 塔努基茲 |
| 公元270年        | 公元274年      | 奧勒良的戰爭                                                                                      | 羅馬帝國                                                                | 汪達爾人 朱通吉 薩馬提亞人 阿勒曼尼人 叛變的鑄幣工人 哥德人 帕米拉王國 菲爾穆斯的軍隊 埃及行省 薩珊王朝 高盧帝國 |
| 公元270年        | 公元274年      | 對日耳曼步路的戰役 奧勒良的戰爭的一部分                                                           | 羅馬帝國                                                                | 汪達爾人 朱通吉 薩馬提亞人 阿勒曼尼人 哥德人 |
| 公元271年        | 公元271年      | 鎮壓費利西西穆斯的起義 奧勒良的戰爭的一部分                                                       | 羅馬帝國                                                                | 叛變的鑄幣工人 |
| 公元272年        | 公元273年      | 征服帕米拉王國 奧勒良的戰爭的一部分                                                               | 羅馬帝國                                                                | 帕米拉王國 菲爾穆斯的軍隊 埃及行省 薩珊王朝 |
| 公元274年        | 公元274年      | 征服高盧帝國 奧勒良的戰爭的一部分                                                                 | 羅馬帝國                                                                | 高盧帝國 |
| 公元279年        | 公元280年      | 晉滅吳之戰                                                                                        | 西晉                                                                    | 東吳 |
| 公元286年        | 公元296年      | 卡勞修斯的起義                                                                                    | 羅馬帝國                                                                | 卡勞修斯 |
| 公元291年        | 公元306年      | 八王之亂                                                                                          | 司馬越                                                                  | 八王 |
| 公元306年        | 公元324年      | 四帝內戰                                                                                          | 君士坦丁大帝的軍團                                                      | 李錫尼的軍團 馬提尼安努斯的軍團 馬克森提烏斯的軍團 馬克西米努斯·戴亞的軍團 |
| 公元306年        | 公元312年      | 君士坦丁大帝與馬克森提烏斯的戰爭 四帝內戰的一部分                                                 | 君士坦丁大帝的軍團                                                      | 馬克森提烏斯的軍團 |
| 公元313年        | 公元313年      | 李錫尼與馬克西米努斯·戴亞的戰爭 四帝內戰的一部分                                                  | 李錫尼的軍團                                                            | 馬克西米努斯·戴亞的軍團 |
| 公元314或316公元 | 公元324年      | 君士坦丁大帝與李錫尼的戰爭 四帝內戰的一部分                                                       | 君士坦丁大帝的軍團                                                      | 李錫尼的軍團 馬提尼安努斯的軍團 |
| 公元351年        | 公元352年      | 猶太人反對君士坦丁烏斯·加盧斯的起義                                                               | 東羅馬帝國                                                              | 猶太叛軍 |
| 公元367年        | 公元367年      | 大陰謀                                                                                            | 羅馬帝國                                                                | 皮克特人 斯科蒂人 阿塔科蒂人 撒克遜人 法蘭克人 羅馬逃兵 |
| 公元376年        | 公元382年      | 哥德戰爭 (376–382年)                                                                              | 東羅馬帝國                                                              | 東哥德人 法蘭克人 |
| 公元378年        | 公元378年      | 塔努基茲對羅馬的起義                                                                              | 塔努基茲                                                                | 東羅馬帝國 |
| 公元378年        | 公元379年      | 西亞吉·卡克的征服                                                                                 | 特奧蒂瓦坎                                                              | 瓦卡 蒂卡尔 乌克萨屯 貝朱卡爾 厄佐茨 |
| 公元383年        | 公元383年      | 淝水之戰                                                                                          | 東晉                                                                    | 前秦 |
| 公元391年        | 公元404年      | 高句麗與倭的戰爭                                                                                  | 高句麗 新羅                                                             | 百濟 倭 伽倻 |
| 公元395年        | 公元410年      | 亞拉里克一世的征服                                                                                | 西哥德王國                                                              | 西羅馬帝國 東羅馬帝國 |
| 公元395年        | 公元397年      | 西哥德王國入侵希臘 亞拉里克一世的征服的一部分                                                     | 西哥德王國                                                              | 東羅馬帝國 |
| 約公元398年      | 約公元398年    | 斯提利科的皮克特戰爭                                                                              | 西羅馬帝國                                                              | 皮克特人 撒克遜人 蓋爾人 |
| 公元398年        | 公元398年      | 吉爾多尼克叛亂                                                                                    | 西羅馬帝國                                                              | 吉爾多 |
| 約公元401年      | 約公元403年    | 亞拉里克一世第一次入侵義大利 亞拉里克一世的征服的一部分                                           | 西羅馬帝國                                                              | 西哥德王國 |
| 公元406年        | 公元406年      | 美因茨戰役 (406年)                                                                                | 汪達爾人 苏维汇人 奄蔡                                                  | 法蘭克人 |
| 公元408年        | 公元410年      | 亞拉里克一世第二次入侵義大利 亞拉里克一世的征服的一部分                                           | 西哥德王國                                                              | 西羅馬帝國 |
| 公元409年        | 公元417年      | 劉裕二次北伐                                                                                      | 東晉                                                                    | 南燕 後秦 |
| 公元410年        | 公元410年      | 羅馬之劫 (410年) 亞拉里克一世的征服的一部分                                                       | 西哥德王國                                                              | 西羅馬帝國 |
| 公元421年        | 公元422年      | 421-422年羅馬-薩珊戰爭                                                                            | 薩珊王朝 拉赫姆王國                                                     | 東羅馬帝國 |
| 公元426年        | 公元426年      | 征服科潘與基里瓜                                                                                  | 特奧蒂瓦坎                                                              | 科潘 基里瓜遺址 |
| 公元432年        | 公元432年      | 里米尼戰役 (432年)                                                                                | 博尼法提烏斯                                                            | 埃提烏斯 |
| 公元434年        | 公元453年      | 匈人入侵歐洲                                                                                      | 匈人帝國                                                                | 東羅馬帝國 西羅馬帝國 法蘭克人 哥德人 勃艮第人 撒克遜人 奄蔡 小型日耳曼與高盧部落 |
| 公元451年        | 公元451年      | 阿瓦拉爾戰役                                                                                      | 薩珊王朝                                                                | 基督教亞美尼亞叛軍 |
| 公元453年以前    | 公元454年      | 日耳曼-匈人戰爭                                                                                   | 格皮德人 東哥德人 赫魯利人 魯吉伊 斯克里人 苏维汇人                     | 匈人 奄蔡 |
| 公元455年        | 公元455年      | 羅馬之劫 (455年)                                                                                  | 汪達爾人                                                                | 西羅馬帝國 |
| 公元463年        | 公元463年      | 吉備氏之亂                                                                                        | 大和王權的雄略天皇                                                      | 吉備氏 新羅 |
| 公元468年        | 公元468年      | 邦角戰役 (468年)                                                                                  | 汪達爾人                                                                | 西羅馬帝國 東羅馬帝國 |
| 公元479年        | 公元479年      | 星川皇子之亂                                                                                      | 大和王權的清寧天皇 大伴氏                                               | 星川皇子 吉備氏 |
| 公元480年        | 公元480年      | 義大利征服達爾馬提亞行省                                                                          | 義大利王國                                                              | 達爾馬提亞行省 |
| 公元484年        | 公元484年      | 484年嚈噠-薩珊戰爭                                                                                | 嚈噠                                                                    | 薩珊王朝 |
| 公元484年        | 公元484年      | 蘇赫拉的嚈噠戰役                                                                                  | 薩珊王朝                                                                | 嚈噠 |
| 公元486年        | 公元486年      | 蘇瓦松戰役 (486年)                                                                                | 圖爾奈與康布雷的撒利法蘭克人                                            | 蘇瓦松王國 |
| 公元488年        | 公元493年      | 狄奧多里克大帝征服義大利                                                                          | 東哥德人 魯吉伊人                                                       | 義大利王國 斯克里人 赫魯利人 |
| 公元492年        | 公元508年      | 法蘭克-東哥德戰爭                                                                                 | 法蘭克王國                                                              | 西哥德王國 |
| 公元494年        | 公元534年      | 巴蘇斯戰爭                                                                                        | 塔格利布                                                                | 巴努巴克爾 |
| 公元502年        | 公元506年      | 阿納斯塔西斯戰爭                                                                                  | 薩珊王朝 拉赫姆王國                                                     | 拜占庭帝國 |
| 公元511年        | 公元515年      | 維塔利安的起義                                                                                    | 拜占庭帝國                                                              | 維塔利安的效忠者 迦克墩基督教叛軍 |
| 公元526年        | 公元532年      | 伊比利亞戰爭                                                                                      | 薩珊王朝 拉赫姆王國 沙比爾人                                            | 拜占庭帝國 高加索伊比利亞王國 伽珊尼德 匈人 赫魯利人 阿克蘇姆王國 金達王國 |
| 公元527年        | 公元527年      | 磐井之亂                                                                                          | 大和王權                                                                | 筑紫國的筑紫君磐井 |
| 約公元531年      | 約公元531年    | 溫斯特魯特河戰役                                                                                  | 法蘭克人                                                                | 圖林根人 |
| 公元533年        | 公元534年      | 汪達爾戰爭                                                                                        | 拜占庭帝國                                                              | 汪達爾-阿蘭王國 |
| 公元534年        | 公元537年      | 摩爾戰爭                                                                                          | 拜占庭帝國                                                              | 摩爾人 |
| 公元535年        | 公元554年      | 哥德戰爭 (535年—554年)                                                                            | 拜占庭帝國                                                              | 東哥德王國 法蘭克王國 |
| 公元537年        | 公元572年      | 第一次蒂卡爾-卡拉克穆爾戰爭                                                                       | 卡拉克穆爾                                                              | 蒂卡尔 |
| 公元541年        | 公元562年      | 拉齊克戰爭                                                                                        | 薩珊王朝 拉齊卡（541–548年） 阿巴斯戈伊人 沙比爾人 代拉米特人           | 拜占庭帝國 拉齊卡（548年後） 馬克羅內斯人 奄蔡 沙比爾人 亞美尼亞人 |
| 公元550年之後    | 公元590年之前  | 拔婆跋摩一世征服扶南                                                                              | 真臘                                                                    | 扶南 |
| 公元551年        | 公元555年      | 征服西班尼亚                                                                                      | 拜占庭帝國 阿塔納吉爾德領導的西哥德人                                   | 西哥德王國 |
| 約公元555年      | 公元624年      | 西班尼亚的滅亡與淪陷                                                                              | 西哥德王國                                                              | 拜占庭帝國 |
| 公元556年        | 公元556年      | 第一次蒂卡爾-卡拉科尔战爭 蒂卡爾-卡拉科尔战爭的一部分                                             | 蒂卡爾                                                                  | 卡拉科爾 |
| 公元557年        | 公元557年      | 布哈拉之戰                                                                                        | 薩珊王朝 西突厥汗國                                                     | 嚈噠 |
| 公元562年        | 公元562年      | 第一次「星際大戰」（第二次蒂卡爾-卡拉科尔战爭） 蒂卡爾-卡拉科尔战爭的一部分 「星際大戰」的一部分  | 卡拉科爾 卡拉克穆爾                                                     | 蒂卡爾 |
| 公元564年        | 公元564年      | 邙山之戰 (564年)                                                                                  | 北齊                                                                    | 北周 |
| 公元567年        | 公元567年      | 倫巴底-格皮德戰爭 (567年)                                                                         | 伦巴第人 阿瓦爾人                                                       | 格皮德人 拜占庭帝國 |
| 公元570年        | 公元570年      | 沙那圍城戰 (570年)                                                                                | 薩珊王朝                                                                | 阿克蘇姆王國 |
| 公元572年        | 公元577年      | 北周滅北齊之戰                                                                                    | 北周 陳朝                                                               | 北齊 |
| 公元572年        | 公元591年      | 572-591年拜占庭-薩珊戰爭                                                                          | 拜占庭帝國 伽珊尼德 亞美尼亞人                                          | 薩珊王朝 拉赫姆王國 亞美尼亞人 |
| 公元575年        | 公元575年      | 薩珊王朝重新征服葉門                                                                              | 薩珊王朝                                                                | 阿克蘇姆王國 |
| 公元580年        | 公元584年      | 赫爾梅內吉爾德的起義                                                                              | 西哥德王國                                                              | 赫爾梅內吉爾德的忠誠者 迦克墩基督教叛軍 |
| 公元581年        | 公元603年      | 突厥內戰                                                                                          | 西突厥                                                                  | 東突厥 |
| 公元582年        | 公元602年      | 莫里斯的巴爾幹戰役                                                                                | 拜占庭帝國                                                              | 阿瓦爾人 安特斯人 |
| 公元588年        | 公元588年      | 第一次波斯-突厥戰爭                                                                               | 薩珊王朝                                                                | 嚈噠] 西突厥汗國 |
| 公元588年        | 公元589年      | 隋滅陳之戰                                                                                        | 隋朝                                                                    | 陳朝 |
| 公元598年        | 公元614年      | 隋與高句麗的戰爭                                                                                  | 高句麗                                                                  | 隋朝 |
| 公元600年        | 公元793年      | 弗里斯蘭-法蘭克戰爭                                                                               | 法蘭克王國                                                              | 弗里斯蘭王國 |
| 公元602年        | 公元602年      | 隋平李佛子之戰                                                                                    | 隋朝                                                                    | 前李朝 |
| 公元602年        | 公元628年      | 拜占庭—薩珊戰爭 (602年—628年)                                                                     | 拜占庭帝國 西突厥 伽珊尼德                                              | 薩珊王朝 阿瓦爾人（與斯拉夫聯軍） 薩珊伊比利亞 犹太人和撒玛利亚人的反抗者（約614年） 拉赫姆王國 |
| 公元605年        | 公元605年      | 隋攻林邑之戰                                                                                      | 隋朝                                                                    | 林邑 |
| 公元613年        | 公元628年      | 唐朝開國戰爭                                                                                      | 唐朝                                                                    | 鄭 許 夏 漢 梁 吳 楚 |
| 公元614年        | 公元628年      | 猶太人反希拉克略起義                                                                              | 拜占庭帝國                                                              | 薩珊王朝 猶太叛軍 |
| 公元619年        | 公元619年      | 第二次突厥-波斯戰爭                                                                               | 薩珊王朝                                                                | 西突厥 嚈噠 |
| 公元622年        | 公元630年      | 穆斯林–古萊什戰爭                                                                                 | 穆斯林                                                                  | 古萊什 |
| 公元627年        | 公元629年      | 第三次突厥-波斯戰爭                                                                               | 西突厥 拜占庭帝國                                                       | 薩珊王朝 伊比利亞公國 |
| 公元627年        | 公元627年      | 第一次卡拉科爾-納蘭霍戰爭 卡拉科爾-納蘭霍戰爭的一部分                                             | 卡拉科爾 (瑪雅)                                                         | 納蘭霍 |
| 公元628年        | 公元628年      | 第二次卡拉科爾-納蘭霍戰爭 卡拉科爾-納蘭霍戰爭的一部分                                             | 卡拉科爾 (瑪雅)                                                         | 納蘭霍 |
| 公元628年        | 公元632年      | 628-632年薩珊王朝內戰                                                                             | 帕西格派系 尼姆鲁兹派系                                                 | 帕赫拉瓦派系 沙尔巴拉兹派系 |
| 公元629年        | 公元630年      | 唐與東突厥的戰爭                                                                                  | 唐朝                                                                    | 東突厥 |
| 公元630年        | 公元630年      | 胡奈之戰                                                                                          | 穆斯林 古萊什                                                           | 哈瓦津 塔吉夫 |
| 公元631年        | 公元631年      | 沃加斯蒂斯堡戰役                                                                                  | 薩摩帝國                                                                | 法蘭克王國 |
| 公元631年        | 公元631年      | 第二次「星際大戰」（第三次卡拉科爾-納蘭霍战爭） 卡拉科爾-納蘭霍战爭的一部分 「星際大戰」的一部分  | 卡拉科爾 (瑪雅)                                                         | 納蘭霍 |
| 公元632年        | 公元633年      | 里達戰爭                                                                                          | 正統哈里發時期                                                          | 穆賽利瑪 |
| 公元633年        | 公元644年      | 伊斯蘭對波斯的征服 穆斯林的征服的一部分                                                           | 正統哈里發時期                                                          | 薩珊王朝 阿拉伯基督徒 |
| 公元634年        | 公元638年      | 伊斯蘭征服黎凡特 穆斯林的征服的一部分                                                             | 正統哈里發時期                                                          | 拜占庭帝國 伽珊尼德 |
| 公元636年        | 公元636年      | 第三次「星際大戰」（第四次卡拉科爾-納蘭霍战爭） 卡拉科爾-納蘭霍战爭的一部分 「星際大戰」的一部分  | 卡拉科爾 (瑪雅)                                                         | 納蘭霍 |
| 公元634年        | 公元635年      | 唐擊吐谷渾之戰                                                                                    | 唐朝                                                                    | 吐谷渾 |
| 公元638年        | 公元638年      | 松州之戰                                                                                          | 唐朝                                                                    | 吐蕃 |
| 公元639年        | 公元642年      | 穆斯林征服埃及 穆斯林的征服的一部分                                                               | 正統哈里發時期                                                          | 拜占庭帝國 |
| 公元640年        | 公元657年      | 唐与西突厥的战争                                                                                  | 唐朝                                                                    | 西突厥 |
| 公元640年        | 公元648年      | 唐太宗對西域諸國的戰爭 唐与西突厥的战争的一部分                                                   | 唐朝                                                                    | 塔里木盆地諸國 |
| 公元640年        | 公元640年      | 唐滅高昌 唐与西突厥的战争的一部分                                                                 | 唐朝                                                                    | 高昌國 |
| 公元644年        | 公元644年      | 第四次「星際大戰」 「星際大戰」的一部分                                                           | 托爾圖格羅                                                              | 不明 |
| 公元644年        | 公元644年      | 拉希爾之戰                                                                                        | 正統哈里發時期                                                          | 萊王朝 |
| 公元644年        | 公元648年      | 唐滅焉耆之戰 唐与西突厥的战争的一部分                                                             | 唐朝                                                                    | 焉耆 |
| 公元644年        | 公元668年      | 唐與高句麗的戰爭                                                                                  | 唐朝 新羅                                                               | 高句麗 百濟 靺鞨 |
| 公元647年        | 公元709年      | 穆斯林征服馬格里布 阿拉伯－拜占庭戰爭的一部分                                                     | 正統哈里發時期 倭马亚王朝                                               | 拜占庭帝國 柏柏尔人 |
| 公元648年        | 公元648年      | 唐攻龜茲之戰 唐与西突厥的战争的一部分                                                             | 唐朝                                                                    | 龜茲 |
| 公元645年        | 公元646年      | 唐滅薛延陀之戰                                                                                    | 唐朝                                                                    | 薛延陀 |
| 公元650年        | 公元695年      | 第二次蒂卡爾-卡拉克穆爾戰爭                                                                       | 蒂卡爾                                                                  | 卡拉克穆爾 |
| 公元656年        | 公元661年      | 伊斯蘭教一次內戰                                                                                  | 阿伊莎的軍隊 穆阿維亞一世的軍隊 哈瓦利吉派                              | 正統哈里發時期 |
| 公元657年        | 公元657年      | 唐朝與西突厥第二次戰役 唐与西突厥的战争的一部分                                                   | 唐朝                                                                    | 西突厥 |
| 公元657年        | 公元672年      | 第五與第七次「星際大戰」（蒂卡爾-多斯皮拉斯戰爭） 「星際大戰」的一部分                            | 蒂卡尔                                                                  | 多斯皮拉斯 |
| 公元658年        | 公元660年      | 阿倍比羅夫的北擴 又稱肅慎戰爭                                                                     | 大和國                                                                  | 肅慎 |
| 公元660年        | 公元663年      | 唐滅百濟之戰                                                                                      | 唐朝 新羅                                                               | 百濟 大和國 高句麗 |
| 公元670年        | 公元676年      | 唐朝與新羅的戰爭                                                                                  | 新羅 前高句麗軍 前百濟軍                                                | 唐朝 |
| 公元672年        | 公元672年      | 壬申之亂                                                                                          | 天武的軍隊                                                              | 弘文的軍隊 |
| 公元672年        | 公元672年      | 第六次「星際大戰」 「星際大戰」的一部分                                                           | 帕倫克                                                                  | 不明 |
| 公元672年        | 公元672年      | 努恩·烏卓爾·查克征服多斯皮拉斯                                                                    | 蒂卡尔                                                                  | 多斯皮拉斯 |
| 公元673年        | 公元751年      | 穆斯林征服河中地區                                                                                | 倭马亚王朝（直到748年） 阿拔斯王朝（748年以後）                         | 吐火羅斯坦 粟特 花剌子模 費爾干納 突騎施 唐朝 |
| 公元677年        | 公元677年      | 第八次「星際大戰」 「星際大戰」的一部分                                                           | 拉科羅納                                                                | 蒂卡尔 |
| 公元677年        | 公元679年      | 對努恩·烏卓爾·查克的戰爭                                                                          | 卡拉克穆爾 多斯皮拉斯                                                   | 蒂卡尔 |
| 公元680年        | 公元680年      | 第九次「星際大戰」（第五次卡拉科爾-納蘭霍战爭)） 卡拉科爾-納蘭霍战爭的一部分 「星際大戰」的一部分 | 納蘭霍                                                                  | 卡拉科爾 |
| 公元680年        | 公元1355年     | 拜占庭—保加利亞戰爭                                                                               | 保加利亞第二帝國                                                        | 拜占庭帝國 |
| 公元680年        | 公元692年      | 伊斯蘭教二次內戰                                                                                  | 倭马亚王朝                                                              | 祖拜爾 阿利德斯 |
| 公元687年        | 公元711年      | 帕倫克-托尼那戰爭                                                                                 | 托尼那                                                                  | 帕倫克 |
| 公元695年        | 公元695年      | 賈索·錢·卡維爾一世對卡拉克穆爾的行動                                                              | 蒂卡尔                                                                  | 卡拉克穆爾 |
| 公元702年        | 公元702年      | 瓦爾達納克特戰役                                                                                  | 亞美尼亞王國                                                            | 倭马亚王朝 |
| 公元705年        | 公元705年      | 第十次「星際大戰」 「星際大戰」的一部分                                                           | 多斯皮拉斯                                                              | 卡拉科爾 |
| 公元711年        | 公元711年      | 第十一次「星際大戰」 「星際大戰」的一部分                                                         | 托尼那                                                                  | 帕倫克 |
| 公元711年        | 公元718年      | 倭马亚征服西班牙                                                                                  | 倭马亚王朝                                                              | 西哥德王國 |
| 公元715年        | 公元718年      | 法蘭克內戰                                                                                        | 查理·馬特                                                               | 纽斯特贵族 |
| 公元717年        | 公元718年      | 君士坦丁堡之圍 (717年—718年) 阿拉伯－拜占庭戰爭的一部分                                           | 拜占庭帝國 保加爾汗國                                                   | 倭马亚王朝 |
| 公元719年        | 公元759年      | 倭馬亞入侵高盧                                                                                    | 法蘭克墨洛溫王朝                                                        | 倭马亚王朝 |
| 公元720年        | 公元721年      | 隼人叛亂                                                                                          | 大和國                                                                  | 隼人 |
| 公元720年        | 公元744年      | 第三次蒂卡爾-卡拉克穆爾戰爭                                                                       | 提卡爾                                                                  | 卡拉克穆爾 |
| 公元720年        | 公元832年      | 巴什穆爾叛亂                                                                                      | 倭马亚王朝 阿拔斯王朝                                                   | 科普特叛軍 |
| 公元735年        | 公元735年      | 第十二次「星際大戰」 「星際大戰」的一部分                                                         | 多斯皮拉斯                                                              | 塞巴爾]] |
| 公元735年        | 公元737年      | 馬爾萬·伊本·穆罕默德入侵喬治亞                                                                    | 拜占庭帝國 保加爾汗國                                                   | 倭马亚王朝 |
| 公元736年        | 公元736年      | 賈索·錢·卡維爾一世征服卡拉克穆爾 賈索·錢·卡維爾一世的征服的一部分                                 | 提卡爾                                                                  | 卡拉克穆爾 |
| 公元738年        | 公元738年      | 卡克·蒂利烏·錢·約帕特對科潘的戰爭                                                                 | 基里瓜                                                                  | 科潘 |
| 公元739年        | 公元743年      | 柏柏人起義                                                                                        | 柏柏人叛軍                                                              | 倭马亚王朝 |
| 公元740年        | 公元740年      | 宰德·本·阿里的起義                                                                                | 倭马亚王朝                                                              | 宰德·本·阿里 |
| 公元740年        | 公元740年      | 藤原廣嗣之亂                                                                                      | 京都宮廷                                                                | 藤原廣嗣 |
| 公元743年        | 公元743年      | 賈索·錢·卡維爾一世征服瓦卡 賈索·錢·卡維爾一世的征服的一部分                                       | 提卡爾                                                                  | 瓦卡 |
| 公元744年        | 公元744年      | 賈索·錢·卡維爾一世征服納蘭霍 賈索·錢·卡維爾一世的征服的一部分                                     | 提卡爾                                                                  | 納蘭霍 |
| 公元746年        | 公元750年      | 阿巴斯革命                                                                                        | 阿拔斯王朝                                                              | 倭马亚王朝 |
| 公元751年        | 公元751年      | 怛羅斯戰役                                                                                        | 阿拔斯王朝                                                              | 唐朝 葛邏祿雇佣兵 |
| 公元755年        | 公元763年      | 安史之亂                                                                                          | 唐朝                                                                    | 燕 |
| 公元762年        | 公元763年      | 762–763年阿里德起義                                                                               | 阿拔斯王朝                                                              | 阿利德斯 |
| 公元764年        | 公元764年      | 藤原仲麻呂之亂                                                                                    | 孝謙天皇                                                                | 藤原仲麻呂 |
| 公元770年        | 公元811年      | 三八年戰爭                                                                                        | 京都宮廷                                                                | 蝦夷 |
| 公元772年        | 公元804年      | 薩克森戰爭                                                                                        | 法蘭克王國                                                              | 撒克遜人 |
| 公元775人        | 公元775人      | 巴格雷萬德戰役                                                                                    | 阿拔斯王朝                                                              | 亞美尼亞 |
| 公元778年        | 公元778年      | 坦特基尼奇的戰爭                                                                                  | 阿瓜特卡                                                                | 不明 |
| 公元781年        | 公元781年      | 第十三次「星際大戰」 「星際大戰」的一部分                                                         | 彼德拉斯內格拉斯                                                        | 不明 |
| 公元781或782年   | 公元781或782年 | 埃爾皮迪烏斯                                                                                      | 拜占庭帝國                                                              | 埃爾皮迪烏斯的軍隊 西西里 |
| 公元786年        | 公元786年      | 法赫赫之戰                                                                                        | 阿拔斯王朝                                                              | 阿利德斯 |
| 公元788年        | 公元803年      | 阿瓦爾戰爭                                                                                        | 法蘭克王國                                                              | 阿瓦爾汗國 |
| 公元793年        | 公元796年      | 蓋斯-亞馬尼戰爭                                                                                   | 亞馬尼部落聯盟 阿拔斯王朝                                               | 穆德哈里（蓋斯）部落聯盟 |
| 公元793年        | 公元850年      | 維京人突襲不列顛群島                                                                              | 維京人                                                                  | 盎格魯-撒克遜人 |
| 公元795年        | 公元902年      | 維京人入侵愛爾蘭                                                                                  | 維京人                                                                  | 愛爾蘭諸國 |
| 約公元795年      | 公元940年      | 維京人入侵法蘭克王國                                                                              | 維京人                                                                  | 法蘭克王國 |
| 公元807年        | 公元814年      | 克魯姆汗的戰爭                                                                                    | 保加利亞第一帝國                                                        | 拜占庭帝國 |
| 約公元830年      | 約公元830年    | 羅斯人對帕夫拉戈尼亞的遠征                                                                        | 羅斯汗國                                                                | 帕夫拉戈尼亞 |
| 公元835年        | 公元835年      | 甘露之變                                                                                          | 宦官                                                                    | 唐文宗 |
| 公元839年        | 公元844年之後  | 維京人突襲西班牙                                                                                  | 阿斯圖里亞斯王國 科爾多瓦酋長國                                         | 維京人 |
| 公元842年        | 公元1247年     | 吐蕃分裂時期                                                                                      | 墀德雲丹                                                                | 俄松 |
| 公元844年        | 公元844年      | 維京人突襲葡萄牙                                                                                  | 維京人                                                                  | 科爾多瓦酋長國 |
| 公元854年        | 公元855年      | 霍姆斯起義                                                                                        | 阿拔斯王朝                                                              | 霍姆斯叛軍 |
| 公元854年        | 公元866年      | 交趾之戰                                                                                          | 唐朝                                                                    | 南詔 |
| 公元860年        | 公元860年      | 羅斯-拜占庭戰爭                                                                                   | 羅斯汗國                                                                | 拜占庭帝國 |
| 公元862年        | 公元973年      | 匈牙利人入侵歐洲                                                                                  | 馬扎爾部落                                                              | 義大利王國 東法蘭克王國 中法蘭克王國 大摩拉維亞公國 拜占庭帝國 加泰羅尼亞縣 安达卢斯 保加利亞第一帝國 可薩人 西法蘭克王國 下潘諾尼亞公國 {{le\|克羅埃西亞侯國\|Principality of Littoral Croatia]] 克羅埃西亞王國 塞爾維亞公國 |
| 公元865年        | 公元954年      | 维京人对不列颠群岛的入侵和占领                                                                    | 維京人                                                                  | 盎格魯-撒克遜人 |
| 公元866年        | 公元896年      | 哈瓦利吉派叛亂                                                                                    | 阿拔斯王朝                                                              | 哈瓦利吉派叛軍 |
| 公元869年        | 公元883年      | 津芝叛亂                                                                                          | 阿拔斯王朝                                                              | 津芝 |
| 公元872或878年   | 公元872或878年 | 巴蒂斯里亞克斯之戰                                                                                | 拜占庭帝國                                                              | 保羅派 |
| 公元875年        | 公元884年      | 黃巢之亂                                                                                          | 唐朝                                                                    | 大齊 |
| 公元882年        | 公元884年      | 法蘭克-摩拉維亞戰爭                                                                               | 大摩拉維亞公國                                                          | 東法蘭克王國 |
| 公元888年        | 公元888年      | 888年薩曼尼德內戰                                                                                 | 伊斯梅尔一世派系                                                        | 納斯爾一世派系 |
| 公元894年        | 公元896年      | 894-896年拜占庭-保加利亞戰爭                                                                      | 保加利亞第一帝國 佩切涅格人                                             | 拜占庭帝國 馬扎爾人 |
| 公元905年        | 公元905年      | 白馬驛之禍                                                                                        | 朱溫                                                                    | 唐朝 |
| 公元907年        | 公元907年      | 羅斯—拜占庭戰爭 (907年)                                                                           | 基輔羅斯                                                                | 拜占庭帝國 |
| 公元910年        | 公元923年      | 梁晉爭霸                                                                                          | 後唐                                                                    | 後梁 |
| 公元913年        | 公元927年      | 913-927年拜占庭-保加利亞戰爭                                                                      | 保加利亞第一帝國                                                        | 拜占庭帝國 塞爾維亞公國 |
| 公元913年        | 公元913年      | 羅斯人遠征裏海 (913年)                                                                            | 塔巴里斯坦 可薩人 高加索阿爾巴尼亞王國 希爾凡 伏爾加保加利亞 布爾塔斯人 | 羅斯汗國 |
| 公元914年        | 公元915年      | 法蒂瑪入侵埃及 (914–915年)                                                                        | 阿拔斯王朝                                                              | 法蒂玛王朝 |
| 公元914年        | 公元980年      | 維京人第二次入侵愛爾蘭                                                                            | 愛爾蘭諸國                                                              | 維京人 都柏林王國 |
| 公元924年        | 公元924年      | 塞凡戰役                                                                                          | 亞美尼亞王國                                                            | 薩吉王朝 |
| 公元926年        | 公元926年      | 926年克羅埃西亞-保加利亞戰爭                                                                      | 克羅埃西亞王國                                                          | 保加利亞第一帝國 |
| 公元929年        | 公元929年      | 倫岑之戰                                                                                          | 東法蘭克王國                                                            | 韋萊蒂人 |
| 公元938年        | 公元938年      | 白藤江之戰 (938年)                                                                                | 靜海軍節度使叛軍                                                        | 南漢 |
| 公元939年        | 公元941年      | 承平天慶之亂                                                                                      | 京都宮廷 平貞盛 源經基                                                  | 平將門 藤原純友 |
| 公元941年        | 公元941年      | 羅斯-拜占庭戰爭 (941年)                                                                           | 拜占庭帝國                                                              | 基輔羅斯 |
| 公元943年        | 公元943年      | 羅斯人遠征裏海 (943年)                                                                            | 高加索阿爾巴尼亞王國                                                    | 羅斯汗國 |
| 公元955年        | 公元955年      | 第二次萊希菲爾德之戰 (955) 匈牙利人入侵歐洲的一部分                                               | 德意志王國 波希米亞                                                     | 馬扎爾人 |
| 公元963年        | 公元967年      | 波蘭-韋萊蒂戰爭                                                                                   | 波蘭公國 波希米亞公國（967年）                                          | 韋萊蒂人 沃林尼亞人（967年） |
| 公元963年        | 公元979年      | 北宋開國戰爭                                                                                      | 宋朝                                                                    | 北漢 南唐 荊南 南漢 後蜀 武平 |
| 公元965年        | 公元968或969年 | 哈札爾汗國解體                                                                                    | 羅斯汗國                                                                | 可薩人 |
| 公元966年        | 公元966年      | 維京人第二次突襲葡萄牙                                                                            | 科尔多瓦哈里发国                                                        | 維京人 |
| 公元967或968年   | 公元971年      | 斯維亞托斯拉夫入侵保加利亞                                                                        | 拜占庭帝國                                                              | 基輔羅斯 佩切涅格人 馬扎爾人 保加利亞第一帝國 |
| 公元968年        | 公元1018年     | 拜占庭征服保加利亞                                                                                | 拜占庭帝國 基輔羅斯（968–969年） 匈牙利王國 杜克利亞公國 克羅埃西亞王國 | 保加利亞第一帝國 基輔羅斯（970–971年） 佩切涅格人 |
| 公元977年        | 公元978年      | 三亨利戰爭 (977–978年)                                                                            | 神聖羅馬帝國                                                            | 亨利二世 |
| 公元979年        | 公元1004年     | 第一次宋遼戰爭                                                                                    | 宋朝                                                                    | 遼朝 |
| 公元980年        | 公元1012年     | 維京人第二次入侵不列顛群島                                                                        | 維京人                                                                  | 盎格魯-撒克遜人 |
| 公元981年        | 公元981年      | 白藤江之戰 (981年)                                                                                | 大瞿越                                                                  | 宋朝 |
| 公元982年        | 公元982年      | 越占戰爭 (982年)                                                                                  | 大瞿越                                                                  | 占婆 |
| 公元987年        | 公元989年      | 小巴達斯·福卡斯的叛亂                                                                             | 拜占庭帝國 基輔羅斯                                                     | 福卡斯家族 伊比利亞王國 白益王朝 巴達斯·斯克勒羅斯派系 |
| 公元993年        | 公元993年      | 第一次高麗契丹戰爭                                                                                | 遼朝                                                                    | 高麗 |
| 公元996年        | 公元996年      | 996年諾曼第農民起義                                                                               | 諾曼第公國                                                              | 農民 |
| 公元996年        | 公元996年      | 科帕尼的起義                                                                                      | 匈牙利王國                                                              | 紹莫吉 |
| 公元999年        | 公元999年      | 斯沃爾德戰役                                                                                      | 丹麥 瑞典 萊德伯爵                                                      | 挪威 |
| 公元999年        | 公元1000年     | 倫斯特对布莱恩·博鲁的反抗                                                                         | 米斯王國 明斯特王國                                                     | 倫斯特王國 都柏林王國 |